# خداکرم جلالی
خداکرم جلالی فرزند جلال در اول تیرماه ۱۳۳۵ خورشیدی در روستای لهراسب شهرستان فیروزآباد متولد شد.
سه دوره نمایندگی مجلس شورای اسلامی، دو دوره ریاست کمسیون کشاورزی و عمران روستاها، مدیرعاملی شیلات ایران، ریاست سازمان نظام مهندسی کشاورزی و منابع طبیعی کشور، ریاست سازمان جنگلها، مراتع و آبخیزداری کشور، ریاست کانون جهادگران جهاد سازندگی و ریاست کمیته آب و منابع طبیعی مجمع تشخیص مصلحت نظام از مسئولیت‌های وی است.
وی با حکم محمود حجتی وزیر جهاد کشاورزی دولت حسن روحانی از سال ۱۳۹۲ تا سال ۱۳۹۶ ریاست سازمان جنگلها، مراتع و آبخیز داری کشور را بر عهده داشت.
واز دی ماه۱۳۹۶ تا دی ماه ۱۳۹۸ ریاست هیئت مدیره بنیاد علوی را بر عهده گرفت .
از دی ماه ۱۳۹۸ تا اکنون مشاور وزیر جهاد و کشاورزی است.

## تحصیلات
تحصیلات ابتدایی را در روستای لهراسب و تحصیلات متوسطه را در دبیرستان قاموس فیروزآباد در رشته علوم طبیعی با رتبه ممتاز و تحصیلات عالی را در رشته مهندسی زراعت و اصلاح نباتات دردانشکده کشاورزی دانشگاه تهران در سال ۱۳۵۸ به اتمام رساند. در سال ۱۳۶۳ درآزمون اعزام به خارج مقطع کارشناسی ارشد در رشته زراعت پذیرفته شد و به دلیل مسئولیت نمایندگی مجلس شورای اسلامی آن را به تحصیل در دانشگاه تهران تغییر داد. در سال ۱۳۶۷ در دوره کارشناسی ارشد رشته مدیریت دولتی فارغ‌التحصیل شد. سال ۱۳۸۰ تحصیل در مقطع دکتری رشته مدیریت برنامه‌ریزی با گرایش کشاورزی را آغاز نمود.

## مسئولیت‌ها
سال ۱۳۵۸ مدیریت جهاد سازندگی شهرستان فیروزآباد
سال ۱۳۵۹ مسئولیت ستاد پشتیبانی جنگ جهاد سازندگی شهرستان فیروزآباد
حضور در جبهه ضمن مسئولیت در جهاد سازندگی و مجلس شورای اسلامی
نماینده دور دوم، سوم و چهارم مجلس شورای اسلامی از حوزه انتخابیه فیروزآباد، قیر و کارزین و فراشبند
دوره‌های سوم و چهارم مجلس ریاست کمیسیون کشاورزی و عمران روستاها
سال ۱۳۷۴ تأسیس نشریه قاموس
از سال ۱۳۷۵ معاون وزیر جهاد سازندگی در امور طرح و برنامه
در سال ۱۳۷۵عضویت شورای عالی بانک‌ها
از سال ۱۳۷۷ به عنوان معاون وزیر و مدیرعامل شیلات ایران
سال ۱۳۸۰به عنوان مشاور وزیر و رئیس گروه مشاوران وزیر جهاد کشاورزی
سال ۱۳۸۱با حکم رئیس‌جمهور وقت به عنوان رئیس سازمان نظام مهندسی کشاورزی و منابع طبیعی کشور (نخستین دوره)
در سال ۱۳۸۴ به عنوان معاون وزیر جهاد کشاورزی و رئیس سازمان جنگلها، مراتع و آبخیزداری کشور[۵]
از سال ۱۳۸۶ ریاست کمیته کشاورزی، آب و منابع طبیعی مجمع تشخیص مصلحت نظام تا کنون
از سال ۱۳۸۲ ریاست شورای کشاورزی، آب و منابع طبیعی سازمان بسیج مهندسین کشور تا کنون
از سال ۱۳۸۶مدیر عامل کانون جهادگران جهاد سازندگی کشور تا کنون
رئیس و عضو هیت مدیره شرکت جهاد سبز
در سال ۱۳۸۴: به عنوان معاون وزیر جهاد کشاورزی و رئیس سازمان جنگلها، مراتع و آبخیزداری کشور
عضو هیئت عامل مرکز تحقیقات قوانین ایران
درمهر ۱۳۹۲: انتصاب مجدد به معاونت وزارت جهاد و کشاورزی و ریاست سازمان جنگلها، مراتع و آبخیزداری کشور 
در آذرماه ۱۳۹۶: از ریاست سازمان جنگل‌ها استعفا داد.
در دی ماه ۱۳۹۶: ریاست هیئت مدیره بنیاد علوی را برعهده گرفت.
از آذر ماه ۱۳۹۸: مشاور وزیر جهاد کشاورزی در امور منابع طبیعی.

## زندگی شخصی
در سال ۱۳۶۰ ازدواج نمود که حاصل آن ۲ فرزند پسر به نام‌های محمد و محمد حسین و ۲ فرزند دختر به نام‌های زهرا و فاطمه می‌باشد.
اما پسر بزرگ او مهندس محمد جلالی کارشناس ارشد مکاترونیک که مقامهای متعددی در مسابقات رباتیک کشوری داشت در سن ۳۲سالگی و در تاریخ ۱۸ بهمن ۹۶ از دنیا رفت.